# Condado de Faro

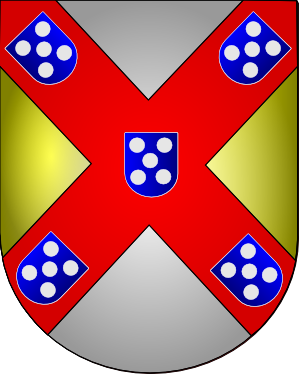
Escudo de armas de los condes de Faro.

El condado de Faro es un título nobiliario portugués de carácter hereditario concedido por Real Carta de Alfonso V de Portugal de 22 de mayo de 1469 a Alfonso de Braganza y Castro, conde de Odemira y de Aveiro.
Su nombre hace referencia a la ciudad de Faro do Alentejo, y no a la de Faro en el Algarve.
Tras la implantación de la República, que puso fin al estado nobiliario, es considerada pretendiente al condado en la actualidad Ana María da Piedade Teles da Silva Caminha e Meneses.

## Listado de titulares

### Primera Creación
1. Alfonso de Braganza y Castro.
2. Sancho de Portugal, tercer conde de Odimira.
3. Sancho de Noroña y Silva.
4. Alonso de Noroña y Villena.
5. Sancho de Noroña y Guzmán.

### Segunda Creación
1. Dionis I de Faro.
2. Esteban de Faro.
3. Dionis II de Faro.
4. Juana Juliana de Faro.